# Савенко, Анатолий Иванович
Анато́лий Ива́нович Саве́нко (рус. дореф. Анатолій Ивановичъ Савенко; 16 [28] декабря 1874, Переяслав, Полтавская губерния, Российская империя — 1922, Керчь, Крымская АССР, РСФСР) — русский общественный и политический деятель, юрист, писатель, публицист и журналист.
Автор многочисленных публикаций политического и экономического характера в ряде газет: «Киевлянин», «Киевское слово», в журнале «Жизнь и искусство» (как штатный сотрудник), в газетах «Подолянин», «Свет», «Московские Ведомости», «Новое Время», «Одесский листок» и др.
Основатель и председатель Партии правового порядка (1905—1906). Один из основателей и товарищ председателя (с 1912 года — председатель) Киевского клуба русских националистов (1908—1918), член Всероссийского национального союза (1912—1918) и его Главного совета (1912—1915). Депутат IV Государственной думы в составе фракции националистов и умеренно правых (1912—1915). Один из организаторов и лидеров думской фракции прогрессивных националистов (1915—1917). Комиссар Временного комитета Государственной думы и Временного правительства. Товарищ председателя Внепартийного блока русских избирателей (1919).
Один из основных идеологов русского национализма:60 и малороссийской идентичности на Украине в начале XX века и в период Октябрьской революции и Гражданской войны:278. Критик и непримиримый политический оппонент украинства и украинского национализма.
Участник Белого движения на Юге России, начальник Киевского отделения ОСВАГа и фактический глава Киева осенью 1919 года после взятия Киева Добровольческой армией. Автор брошюры «Украинцы или малороссы?» (1919). Основатель газеты «Киевская Русь» (1919). Эмигрировал из России в 1920 году, но уже на следующий год тайно возвратился в Советскую Россию, где скрывался под чужой фамилией. Умер в Керчи в 1922 году.

## Биография

### Происхождение и семья
Анатолий Савенко родился 16 [28] декабря 1874 года в Переяславе (Полтавская губерния) в семье старшего урядника Малороссийского конно-казачьего Второго Полтавского полка Ивана Степановича Савенко и его жены Анисии Ивановны.
Жена — Надежда Константиновна Новоспасская (1877—1962), известная оперная певица Российской империи.
Дети:
- Борис Анатольевич Савенко (1904—1920), умер в эмиграции на острове Халки[4],
- Татьяна Анатольевна Савенко[4] (род. 1908),
- Ирина Анатольевна Савенко (1909—1997), писательница, автор воспоминаний об отце «Наяву — не во сне»[4][5],
- Наталья Анатольевна Савенко[4] (род. 1912).

Анатолий Савенко являлся мелким землевладельцем: владел десятью десятинами земли, имел в Киеве дом, стоимость которого была оценена в 3 500 рублей, а также дом в Черкассах, оценённый в 100 рублей.

### Первые годы
Младенцем 13 [26] января 1875 года был крещён в православии. Учился в Переяславском двухклассном училище и Лубенской гимназии, которую окончил в 1895 году. По завершении гимназии поступил на юридический факультет Киевского университета Святого Владимира.
С раннего юношества увлекался публицистикой. Первые статьи начал писать и рассылать в редакции местных газет ещё в пятом классе гимназии. Статьи печатались в газетах «Киевское слово», «Подолянин», «Свет», «Московские Ведомости», «Новое Время», в журнале «Жизнь и искусство». Под псевдонимом «Ив. Трубежин» печатался в киевском издании «Вечерняя газета». В 1899 году стал постоянным сотрудником газеты «Киевлянин», где вёл регулярную рубрику «Думы и настроения».

### Начало службы
В 1900 году окончил юридический факультет Киевского университета Святого Владимира с дипломом первой степени. После окончания университета работал присяжным поверенным в Киевском окружном суде, в процессе службы вышел в чин коллежского секретаря. Занимал должность управляющего по водным перевозкам по Днепру, Десне, Днестру, Дунаю. Написал «Путеводитель по Днепру и Десне от Киева до Екатеринослава и Чернигова», изданный в Киеве в 1902 году.
В начале 1900-х годов Савенко добился руки популярной к тому времени киевской оперной певицы Надежды Новоспасской. В 1904 году у них родился сын Борис, а затем три дочери — Татьяна, Ирина (1909) и Наталья. Средняя из дочерей, Ирина, оставившая воспоминания о своём отце, так описала его, применительно к 1910-м годам:

Высокий, грузноватый, густые русые волосы, такие же усы и бородка. Лицо холёное, барское. Даже не скажешь, что вышел из простой семьи переяславского казака. Длинный сюртук ниже колен. По животу тянулась довольно толстая золотая цепь, и на ней часы, которые прятались в карманчик жилета. <…> Папа постоянно был какой-то праздничный, говорил красивым звучным баритоном
— 

### Начало политической деятельности
Савенко почти не проявлял интереса к политической деятельности до 1905 года. Историк Андрей Иванов пишет, что, если бы не революционные потрясения, Савенко «так и остался бы провинциальным интеллектуалом-публицистом, известным своей обаятельностью и искромётностью, но начавшаяся в русском обществе смута вовлекла его в бурный водоворот политических событий».
Выступил в Киеве основателем и председателем Партии правового порядка, оформившейся в 1905—1906 годах. Партия выступила с требованием «правового порядка» (конституции), сильной монархической власти, единства и неделимости России. В качестве представителя этой партии Савенко присутствовал делегатом на Четвёртом Всероссийском съезде Объединённого русского народа в Москве 26 апреля [9 мая] — 1 [13] мая 1907 года. К 1907 году Партия правового порядка распалась, часть её членов перешла в лагерь октябристов, а другая часть — к правым партиям.

### В Киевском клубе русских националистов
Имя Савенко… известно каждому в Киеве… У него много врагов. Это обыкновенная участь выдающихся людей… Его популярность в Киеве так велика, что это становилось почти опасным для него. Но он благополучно вышел из самого трудного из испытаний: из фимиамов толпы. Он не обленился, не перестал работать, не почил на лаврах, не успокоился в блаженном созерцании своих побед… Около каждого вновь возникающего общественного дела мы видим знакомую фигуру А. И., бодрого, живого, горячо интересующегося всем и на все откликающегося… Это человек энергии и труда, человек холерического темперамента, настоящий общественный деятель … Даже враги не отрицают дара красноречия, которым одарила природа нашего избранника. Благородный голос, мягкий и звучный, свобода речи, никогда не испытавшая затруднений, ясность мысли, выпуклость изложения и горячность подъёма — все это достаточно известно киевлянам… А. И. Савенко является характерной фигурой эпохи национального возрождения… Пытались набросить тень на его убеждения. Одни находили его слишком правым, другие слишком левым. Одни видели в нём мрачного демагога, другие упрекали его в том, что он презирает народные массы… [Но] он объединяет в себе все лучшее, что есть у нас всех, людей разных политических оттенков, но одинаково любящих свою родину.
Весной 1908 года:57 совместно с Василием Черновым Анатолий Савенко стал одним из основателей Киевского клуба русских националистов (ККРН), заняв пост товарища председателя (при председателе Чернове). В клубе представлял умеренную, так называемую «прогрессистскую» линию. После создания Клуба Савенко отметил, что до настоящего времени во всей России не существовало общества, которое бы ставило своей задачей культурную и идейную борьбу с украинофильством. «Мы — малороссы, но мы — русские патриоты. Мы будем всеми способами пропагандировать идею единого русского народа, а значит, и единства русского национализма», — так обозначил политик цели созданной организации:57.
Савенко активно участвовал в противодействии «украинскому сепаратизму». В мае 1908 года ККРН провёл успешную акцию против «законопроекта 37-ми», которым предлагалось ввести преподавание на украинском языке в начальных школах тех местностей, где преобладало украинское население. На собрании ККРН 12 [25] мая 1908 года была принята объёмная резолюция, широко освещённая в правой прессе, в которой был высказан протест против введения в школах украинского языка. Савенко позиционировал этот протест как «исходящий из самого сердца Малороссии, от самих малороссов», которые считают, что их родной язык — общерусский литературный язык. Это произвело на депутатов Думы большое впечатление, и законопроект был отклонён:57.

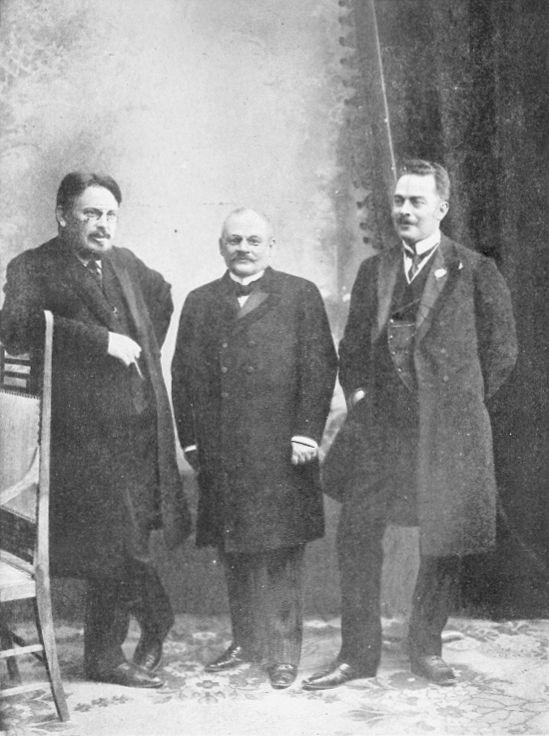
Организаторы Западно-русского съезда: Анатолий Савенко, Яков Офросимов и Иван Ракович, 1909 год

В феврале 1909 года Савенко на страницах «Киевлянина» обвинил делегатов от Малороссии на мероприятиях в честь 40-летия Просвиты, проходивших во Львове 19 января [2 февраля]-20 января [3 февраля] 1909 года, в государственной измене, а само собрание назвал съездом провозглашения самостоятельной Украины и местом, где решался вопрос об организации восстания в Малороссии в помощь австрийским войскам на случай войны с Россией. За эту публикацию историк Иван Лучицкий, которого политик ошибочно причислил к участникам собрания во Львове, подал на Савенко в суд. В 1910 году состоялось судебное разбирательство, на котором Савенко был оправдан, но его обвинения в адрес Лучицкого были признаны «заблуждением»:58.
В 1909 году был делегатом регионального Съезда русских деятелей, объединившего представителей разных консервативных направлений от октябристов до умеренно правых. В июне 1909 года активно участвовал в торжествах по случаю 200-летия победы в Полтавской битве, добившись по ходатайству от ККРН включения в программу торжеств политических речей. На празднованиях заявил: «Украинский вопрос (если может быть такой вопрос) решён самой историей, то есть решён бесповоротно, и что бы там ни говорили мазепинцы, украинцы никогда не пойдут за ними так же точно, как 200 лет назад наши предки не пошли за Мазепой»:57.
В 1910 году был избран гласным Киевской городской думы. Выступал за введение земства в западных губерниях. Считается, наряду с Тимофеем Флоринским и Сергеем Щёголевым, одним из авторов записки от имени ККРН премьер-министру Российской империи Петру Столыпину (конец 1909 года), направленной на запрет деятельности украинских и польских национально-культурных обществ. Результатом записки стало издание Столыпиным 20 января [2 февраля] 1910 года:63 «циркуляра губернаторам» о недопустимости регистрации обществ, ставящих целью объединение инородческого элемента исключительно на национальных интересах:57.
В 1911 году представителями Киевского клуба русских националистов — В. Э. Розмитальский, А. И. Савенко и другие — учредили спортивно-патриотический клуб «Русский богатырь» (рус. дореф. Кiевское патрiотически-гимнастическое общество «Русскiй богатырь»).
5 [18] декабря 1911 года Савенко выступил в Санкт-Петербурге с докладом «Мазепинство в Южной России», в котором пытался обосновать ошибочность отнесения малороссов к инородцам. Также подготовил (вероятно, ещё по запросу Столыпина) «Записку об украинском движении», в котором обозначил так называемую «мазепинскую опасность». По мнению Савенко, «Мазепинцы — … это сепаратисты, которые стремятся к отделению Малороссии от России, они прекрасно понимают, что если им удастся в науке и сознании просвещённого общества утвердить положение, что малороссы являются отдельным народом, то в нашем столетии, когда демократия везде провозгласила „принцип национального самоопределения“, скоро получило бы признание требования их, мазепинцев, что Украине должно быть дано самостоятельное политическое существование»:60. В противовес мазепинцам Савенко и его сторонники стали называть себя богдановцами. Как отмечал в своём дневнике 2 [15] января 1912 года сторонник украинского движения Евгений Чикаленко, это делалось ими «в память Богдана Хмельницкого, который присоединил Украину к Москве».

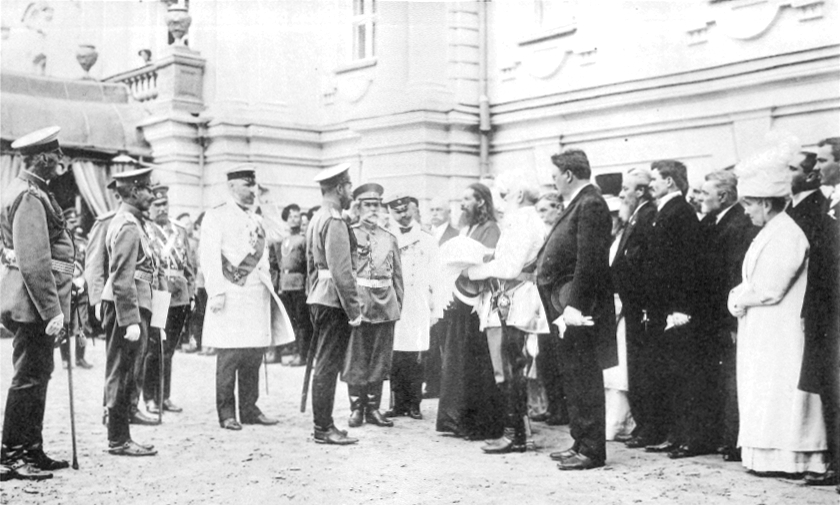
Анатолий Савенко (справа от центра вполоборота) приветствует Николая II в составе делегации от правых партий Киева на торжествах по случаю открытия памятника Александру II в Киеве. 29 августа 1911 года

По инициативе Савенко ККРН с помощью пропагандистской кампании добился запрета официального торжественного празднования 50-летия со дня смерти Тараса Шевченко. На собрании ККРН 23 февраля [8 марта] 1911 года Савенко выступил с докладом «Певец самостийной Украины», в котором призвал русских людей воздержаться от празднования юбилея Шевченко, потому что, по его словам, в творчестве Шевченко могут быть найдены такие элементы, которые не позволяют с уважением относиться к этому поэту:60.

### Депутат Государственной думы

#### Во фракции русских националистов и умеренно правых
25 октября [7 ноября] 1912 года был избран от Киевской губернии (общего состава выборщиков Киевского губернского избирательного собрания) депутатом IV Государственной думы. В думе присоединился к фракции русских националистов и умеренно правых. Комитет объединённых русских партий и союзов Киева так пояснял политическую позицию Савенко в этот период его деятельности:

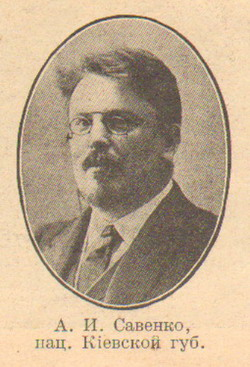
Депутат Государственной думы Российской империи IV созыва Анатолий Савенко, Фото из журнала «Искра», 1912 год

Он справедливо считал, что в завещанной нам ещё славянофилами формуле — Православие, Самодержавие, Русская Народность — первые два члена так крепко вкоренились в русское сознание, что их не вытравить оттуда никаким предательским подвохом и ухищрением; зато третий член — русская народность, благодаря многолетней отвычке нашей от самодеятельности, пришёл почти в полное забвение и упадок
— Цит. по: Наш кандидат Анатолий Иванович Савенко. — Киев, 1912. — С. 11—12.
Савенко работал в думских комиссиях: для составления верноподданейшего адреса, для выработки законопроекта о печати, о шлюзовании порожистой части Днепра, по городским делам, бюджетной, путей сообщения, а также по военным и морским делам. Выступал докладчиком комиссии по росписи доходов и расходов (по смете Лесного департамента), по военно-морским делам, бюджетной. При этом он часто пропускал заседания без уважительной причины, за что даже подвергался штрафам. Согласно историку Андрею Иванову, Савенко был убеждён, что Думе было бы достаточно работать 2—3 месяца в году, чтобы утвердить решения правительства, все же дела должно делать правительство и чиновники. Политик считал, что Дума умеет только всё затягивать и разговаривать, а принимать решения не умеет.
В сентябре 1912 года занял пост председателя ККРН, сменив на этом посту Василия Чернова. В этом же году реализовал попытки наладить политические взаимоотношения с Всероссийским национальным союзом (ВНС), вошёл в состав его Главного совета. По поручению Совета в Юго-западных губерниях организовал ряд региональных представительств ВНС.
Савенко, став политиком государственного масштаба, в своих политических предпочтениях продолжил оставаться сторонником малороссийской идентичности населения Юго-Западного края Российской империи и выступал категорическим противником украинского политического движения. В своём выступлении с трибуны Государственной думы в 1914 году он говорил: «Украинское движение — это серьёзное политическое движение, представляющее собой серьёзную, реальную угрозу единству и целостности Российской империи»:169. Савенко выступал за решение «украинского вопроса» путём применения репрессий со стороны властей Российской империи к его участникам:169.
Исследователи А. Котенко, О. Мартынюк и А. Миллер пишут, что Савенко был далёк от представления «образа малоросса как веселого, добродушного обитателя Юга, любящего вкусно поесть и спеть красивую песню». Напротив, он «многократно пытался показать, что малоросс может быть современным городским обывателем, истинным буржуа, которых так не хватало в империи. Мультимиллионеры Терещенко и Харитоненко в этом смысле были в глазах Савенко блестящими образцами типа малоросса-предпринимателя и малоросса-купца». При этом Савенко значение Киева в русском движении ставил выше значения столиц империи. Позднее, в 1919 году, Савенко писал: «В то время, как великороссийские губернии даже в Третью Думу послали в значительном числе революционеров, Малороссия послала в Таврический Дворец почти сплошь русских националистов, … великороссийская Москва и Петербург служат оплотом революции, центр Малороссии — Киев — служит центром всего общерусского патриотического движения».
Как и в 1911 году, когда отмечалась 50-летняя годовщина смерти Тараса Шевченко, весной 1914 года Савенко приложил значительные усилия к тому, чтобы воспрепятствовать развитию украинского политического движения на фоне следующей круглой даты — 100-летия со дня рождения поэта. ККРН постарался взять инициативу торжеств на себя, стремясь почтить память Шевченко как поэта, а не как политического деятеля, и не допустить празднования юбилея в антирусском ключе. При этом ВНС выступил за полный запрет празднования этой даты. Обе организации забросали телеграммами официальные инстанции. В результате в феврале 1914 года министр внутренних дел Николай Маклаков рекомендовал чиновникам на местах воздержаться от участия в торжествах:62.
Исследователями отмечается, что, несмотря на сохранение национально-патриотической, государственнической позиции, у Савенко с 1913 года произошло существенное полевение политических взглядов. С началом Первой мировой войны он переместился в ряды парламентской оппозиции. Савенко ещё в довоенный период активно критиковал внешнюю политику России на Балканах, а в период войны являлся сторонником уступок оппозиционным силам, преимущественно для того, чтобы «избежать катастрофического крена влево после войны».

#### В блоке прогрессистов

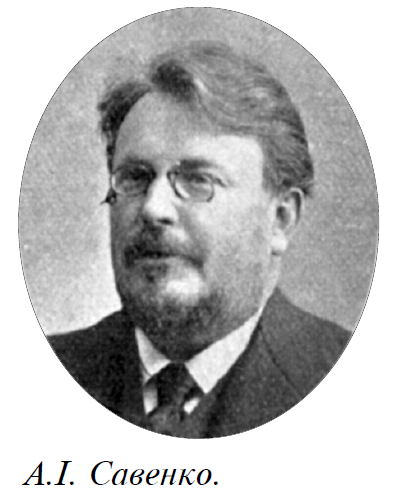
1910-е годы

По мнению историка Андрея Иванова, Савенко сыграл значительную роль в расколе думской фракции националистов на левых и правых. Левые националисты, к которым относился Савенко, основали фракцию прогрессивных националистов и примкнули к оппозиционному Прогрессивному блоку. Сам Савенко очень быстро начал играть ведущие роли в новом объединении и считается одним из основателей и лидеров данного блока. С августа 1915 года входил в Бюро Прогрессивного блока от фракции прогрессивных националистов и подписал декларацию блока, что вызвало осуждение со стороны правых. Поддерживал деятельность премьер-министра Владимира Коковцова. Выступал внутрифракционным противником лидера ВНС Петра Балашова, являлся сторонником сотрудничества с октябристами и прогрессистами.
Правый националист Фёдор Безак, способствовавший в 1912 году избранию Савенко в Думу, в своих воспоминаниях писал, что он жестоко обманулся в этом человеке, который во время думских выборов сильно «перехватывал» вправо, а затем «поспешил перекинуться в „желтый блок“, усердно подготовляющий революцию».
Историк Андрей Иванов пишет, что Савенко продолжал всё более «прогрессировать» до самой Февральской революции, и именно это позволило ему удержаться «на плаву» после того, как революция произошла. Его отношение к революции всегда отличалось противоречивостью. Ещё в 1913 году он писал жене: «Отныне я революции не боюсь, она, даже она, гораздо патриотичнее, чем наше гнусное правительство, чем вся эта паршивая бюрократия, совершенно равнодушная к России». С одной стороны, политик подчёркивал, что «в основе деятельности национал-консерваторов всегда лежит эволюционное, а не революционное начало», поскольку революция «несмотря на самые благие цели, которыми иногда при этом руководствуются, всегда приносит не благо, а великий вред»; а с другой — делал оговорку, что «революции бывают весьма различны». «Мы хорошо знаем, — писал Савенко в 1912 году, — что, например, Великая французская революция вызвала во Франции сильнейшее национал-патриотическое движение».

### После Февральской революции
После Февральской революции Савенко выполнял поручения Временного комитета Государственной думы (ВКГД). В марте 1917 года он переименовал свою организацию, Киевский клуб русских националистов, в Киевский клуб прогрессивных русских националистов, подчёркивая тем самым состоявшуюся смену позиций.
С 9 [21] марта по июль 1917 года состоял особоуполномоченным по делам водных перевозок в районе военных действий. 20 марта [2 апреля]-23 марта [5 апреля] как комиссар ВКГД и Временного правительства выполнял задачу сопровождения в Крым вдовствующей императрицы Марии Фёдоровны. Занимал пост уполномоченного по снабжению Киева топливом. 21 апреля [4 мая] был командирован в качестве комиссара ВКГД и Временного правительства в 6-ю армию Румынского фронта. Выступал с критикой лозунга «Мир без аннексий».
В августе 1917 года во время Корниловского выступления был арестован Комитетом по охране революции (за то, что, по словам историка Андрея Иванова, «оказался слишком правым для своих новых „друзей“ слева»), но вскоре был отпущен.
Являлся кандидатом от Внепартийного блока русских избирателей на выборах в Учредительное собрание.

### В Белом движении
Исследователям на настоящее время неизвестна значительная часть подробностей биографии Анатолия Савенко после 1917 года. Историк Андрей Иванов приводит информацию, что после Октябрьского вооружённого восстания большевиков в Петрограде за Савенко приходили с целью его ареста, но он бежал от преследователей, изменив внешность.
Известно, что Савенко принимал участие в Белом движении, активно публиковался в белогвардейской прессе. Он стоял у истоков создания шульгинской «Азбуки» — подпольная кличка «Аз». После провозглашения «Украинской державы» совместно с руководством ККРН публично отказался от украинского подданства:41. В конце 1918 года опубликовал в Киеве в сборнике «Малая Русь» статью с названием «Наше национальное имя». «Энциклопедией истории Украины» данная статья Савенко была отмечена в числе важнейших работ этого сборника. Весной 1919 года Савенко писал одесскому военному губернатору Алексею Гришин-Алмазову, что основным лозунгом белых в Малороссии должен стать «лозунг борьбы с изменническим украинством».
Как пишет украинский историк Григорий Турченко, командование Белого движения на Юге России придавало политическому опыту Савенко большое значение, и в 1919 году текст его сочинения, изданного в конце 1918 года в сборнике «Малая Русь», был опубликован в Ростове-на-Дону отдельной брошюрой под названием «Украинцы или малороссы?», предназначавшейся для идеологического обеспечения боевых действий добровольцев на Украине. Многие тезисы этой работы легли в основу национальной политики Белого движения в Киеве и Малороссии (как руководство Белого движения официально называло Украину) в 1919 году.
После взятия Киева Добровольческой армией 18 (31) августа 1919 года Анатолий Савенко возвратился в Киев, был назначен начальником Киевского отделения ОСВАГа — агитационного органа Белого движения на Юге России — и осенью 1919 года стал фактическим главой гражданской администрации Киева. Его деятельность по безоговорочному запрету всего «украинского» и отрицанию местной специфики вызывала многочисленные нарекания как «украинцев», так и умеренных представителей Добровольческой армии. В октябре 1919 года основал в Киеве еженедельную газету «Киевская Русь» (вышло 5 выпусков). Являлся членом Совета государственного объединения России.
Историк Александр Пученков пишет, что Савенко в сентябре-октябре 1919 года проводил в Киеве «рьяную русификаторскую политику». Самостийнической газетой «Украина» он был прозван «деникинским вандалом». Это издание писало: «Нетрудно догадаться, что ничего другого, кроме уничтожения и разрушения украинской культуры не может исходить для украинского народа от добровольческих политиков типа Шульгина и Савенко». С другой стороны, и командование белых имело вопросы к Савенко. Главноначальствующий Киевской области генерал Абрам Драгомиров жаловался на него командующему Вооружёнными силами Юга России генералу Антону Деникину: «Савенко — это какой-то ограниченный фанатик идеи, который не способен понять никакой иной точки зрения, кроме своей. В пропаганде он не даёт того организаторского таланта, которого от него ожидали. Терплю его только потому, что все левые усиленно требуют его ухода, и такая уступка только окрылила бы их на дальнейшую борьбу». В ноябре 1919 года Савенко был отправлен Деникиным в отставку.
При отступлении белых из Киева в конце 1919 года Савенко принял решение отступать вместе с армией и взял с собой сына Бориса, как пишет историк Андрей Иванов, посчитав, «что 14-летнему юноше-гимназисту оставаться при большевиках будет небезопасно». Сам Савенко так писал об этих событиях: «Я по-прежнему был уверен, что еду ненадолго, но, пробыв около двух дней в поезде, в обстановке эвакуационной бестолочи и паники, я стал допускать, что мы можем докатиться до Одессы…». После Одессы они с сыном в 1920 году оказались в Турции.

### Эмиграция и возвращение
В Турции Савенко обосновался с сыном Борисом на острове Халки. Однако вскоре сына сразила эпидемия сыпного тифа, и он умер. Многие советские энциклопедические издания обрывали биографию Савенко на 1920 году, указывая, что с этого времени он находится либо на острове Халки в Турции, либо в Париже, либо в других местах за пределами Советского государства. В частности, Малая советская энциклопедия в 1931 году писала в биографической статье о нём, что Савенко «ныне в эмиграции».
По информации историка Андрея Иванова, осенью 1920 года Савенко, похоронивший сына и потерявший веру в Белое движение, договорился с контрабандистами и тайно возвратился в Советскую Россию. Он поселился в Керчи под вымышленным именем Артемия Ивановича Степуренко. На новом месте он устроился сначала дворником, а потом советским служащим — юрисконсультом местного Рыбтреста. Он смог наладить связь со своей семьёй в Киеве, куда отправлял жене письма, которые из соображений конспирации подписывал «Твоя тетя». Дочь Савенко Ирина писала в своих воспоминаниях, что однажды Савенко прислал своей голодающей семье в Киев из Керчи бочонок с солёной сельдью.
В конце 1921 года жена Савенко Надежда Новоспасская смогла приехать к мужу в Керчь, но застала его уже умирающим. Оставив его на попечении появившейся у него новой женщины, она возвратилась в Киев к детям. Душевные силы и здоровье Анатолия Савенко оказались надломлены произошедшими событиями, и он умер в Керчи в 1922 году, где был похоронен на местном кладбище под своей настоящей фамилией. Могила Савенко была уничтожена в конце 1940-х годов.

## Оценки

### Оценки литературной деятельности
В предвыборном листке Савенко как кандидата в Государственную думу в 1912 году о нём писали: «…в массе им написанного не всё равноценно: многое увидело свет благодаря условиям срочной газетной работы или является откликом на злобу дня, — но всё одинаково окрашено его крупной, оригинальной индивидуальностью, всё ярко, выпукло, интересно». Там же отмечено, что военный министр, а в то время помощник командующего Киевского военного округа генерал Владимир Сухомлинов считал очерки Савенко, посвящённые Русско-японской войне, более содержательными в военном отношении, реально описывающими обстановку и театр военных действий, чем аналогичные обозрения его собственных штабных специалистов.
Кандидат исторических наук Андрей Иванов пишет, что по силе влияния на читателя Савенко сравнивали с такими мастерами слова, как Михаил Катков, Иван Аксаков, Алексей Суворин и Михаил Меньшиков.

### Оценки политической деятельности

#### В советский период
В Советском Союзе имя Анатолия Савенко было предано забвению, а его работы оказались под запретом. Среди немногочисленных упоминаний о нём в печати было, например, такое, размещённое в газете «Вечерний Киев» № 2 за 1927 год:

Видный оратор, журналист и депутат Государственной думы — идеолог дворянско-помещичьего класса. Друг Шульгина. Пламенный организатор и вдохновитель дела Бейлиса и многих других «дел». Автор реакционных брошюр (напр., «Украинцы или малороссы?»). Знаменитый начальник деникинского «агитпропа» — ОСВАГА. Жалкий эмигрант на острове Халки. Такова карьера этого гвардейца во фраке, заглушавшего когда-то своим зычным голосом крамольные речи думских ораторов.
— Савенко И. А. Крушение (из неопубликованных «Записок» Анатолия Савенко 1919—1920 гг.) // Наяву — не во сне : Роман-воспоминание.. — Киев: Днипро, 1990. — 335 с.

#### После 1991 года
По оценке российского историка С. Н. Саньковой, издававшиеся Савенко на рубеже XIX—XX веков в «Киевлянине» заметки на тему событий политической и экономической жизни, а также публиковавшиеся им очерки по истории родного края (выходившие позднее отдельными брошюрами) были сделаны «весьма талантливо», при этом автор их создавал, «тонко чувствуя политическую конъюнктуру момента»:72.
Историк Даниил Коцюбинский называет Савенко одним из идеологов русского левого национализма.
В украинской историографии фигура Анатолия Савенко называется одной из наиболее противоречивых фигур украинской политической истории первых десятилетий XX века:278.

## Память
В экспозиции Музея одной улицы в Киеве, посвящённой истории Андреевского спуска, содержатся фотографии семьи и личные документы Анатолия Савенко, переданные музею его дочерью, писательницей Ириной Анатольевной Савенко.

## Сочинения
- Савенко А. И. Великая церковь Киево-Печерской Лавры. — Киев, 1901.
- Савенко А. И. Путеводитель по Днепру и Десне от Киева до Екатеринослава и Чернигова. — Киев, 1902.
- Савенко А. И. Столица Северской земли. Из поездки в Чернигов. — Киев, 1903.
- Савенко А. И. Наше национальное имя // Ред. В. Шульгин. Малая Русь. : сборник. — Киев: Паевое товарищество, 1918. — Вып. 1. — С. 20—32.
- Савенко А. И. К вопросу о самоопределении населения южной России // Труды подготовительной по национальным делам комиссии, малорусский отдел. — Одесса, 1919. — Вып. 1.  Сборник статей по малорусскому вопросу.
- Савенко А. И. Украинцы или малороссы? (Национальное самоопределение населения Южной России). = Украинцы или Малороссы? Національное самоопредѣленіе населенія Южной Россіи. — Ростов-на-Дону, 1919. — 32 с.
- Савенко А. И. К вопросу о самоопределении населения южной России // Украинский сепаратизм в России. Идеология национального раскола. — Москва, 1998. — С. 291—300. — 432 с. — (Пути русского имперского сознания). — 5000 экз. — ISBN 5-89097-010-0.